# Jurij Mychaltjysjyn
Jurij Mychaltjysjyn, född 14 november 1982 i Lvov, Ukrainska SSR, Sovjetunionen, är en ukrainsk politiker och Svobodas partiideolog 2005–2014 och parlamentsledamot 2012–2014. Han grundade 2005 en högertankesmedja som han först uppkallade efter Joseph Goebbels och senare Ernst Jünger. I sina skrifter hänvisar han till det ”heroiska arvet” från personer som Jevhen Konovalets, Stepan Bandera och Horst Wessel. Han har 2011 beskrivit Förintelsen som en ”ljus episod i den europeiska civilisationen". Han har bland annat översatt böcker av Benito Mussolini och Joseph Goebbels. År 2014 blev Mychaltjysjyn av president Petro Porosjenko tillsatt som chef för de ukrainska säkerhetsstyrkornas avdelning för propaganda.